# Luis Bonilla
Luis Diego Bonilla (* 12. Oktober 1965 in Los Angeles) ist ein US-amerikanischer Jazzmusiker (Posaune, Komposition), der besonders im Latin Jazz und afrokubanischen Jazz hervorgetreten ist.

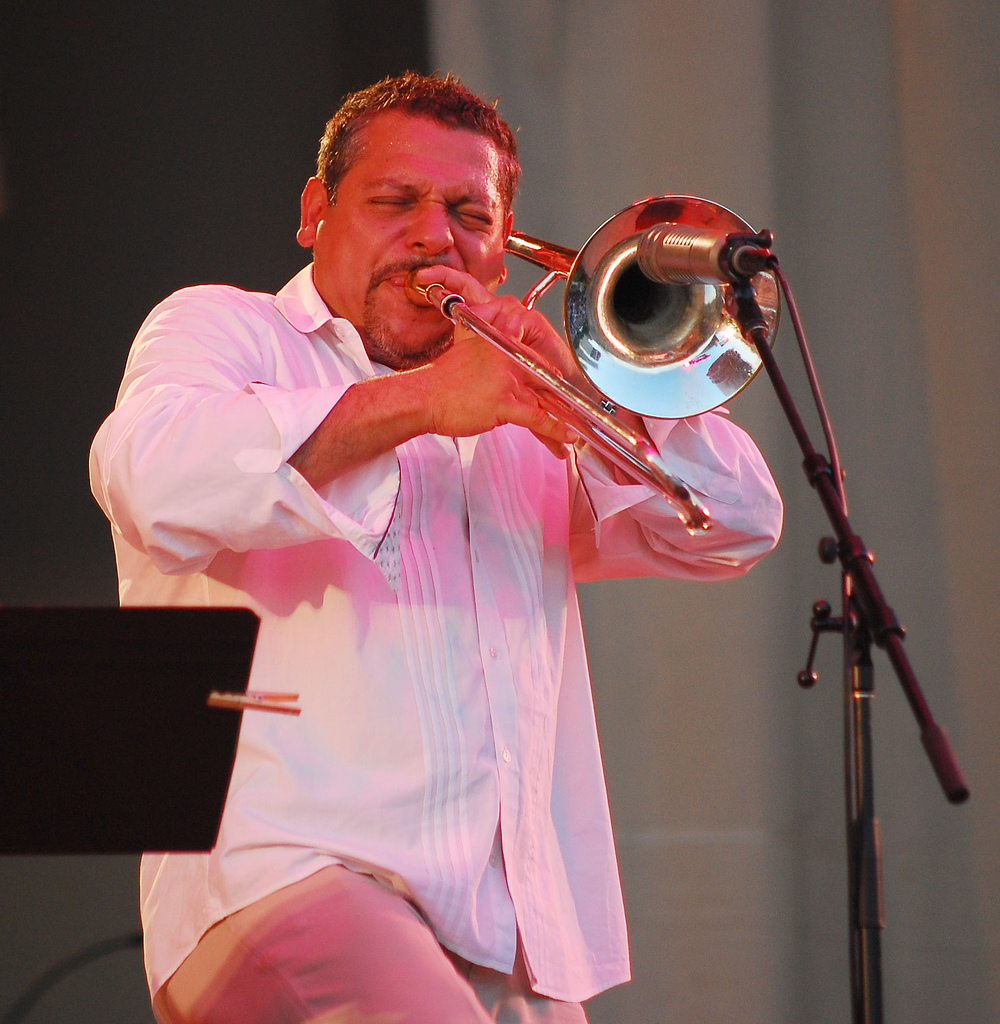
Luis Bonilla (Chicago Jazz Festival 2008)

## Leben und Wirken
Bonilla wuchs als Sohn von Costa-Ricanern in Kalifornien auf. Jazz lernte er in der Schule kennen, als er versehentlich an einem Blechbläserkurs teilnahm (er glaubte, es handele sich um einen Metallwerkstattkurs). Auf der Eagle Rock High School in Los Angeles unterrichtete ihn John Rinaldo. Er studierte an der California State University, Los Angeles mit dem Bachelor-Abschluss und an der Manhattan School of Music mit dem Master-Abschluss in Jazz und Komposition.
Ab 1985 spielte Bonilla im Orchester von Gerald Wilson. Danach arbeitete er freischaffend und als Studiomusiker und spielte unter anderem mit McCoy Tyner, Dizzy Gillespie, Lester Bowie (den er als seinen Mentor betrachtet und mit dem er tourte), Tom Harrell, Freddie Hubbard, Toshiko Akiyoshi, Willie Colón und Astrud Gilberto und begleitete Tony Bennett, Diana Ross, Marc Anthony, La India und Mary J. Blige. 
Bonilla nahm mehrere Alben unter eigenem Namen auf. Er war Mitglied der Mingus Big Band, des Vanguard Jazz Orchestra und des Jazz at Lincoln Center Afro Latin Jazz Orchestra. 
Bonilla unterrichtete an der Manhattan School of Music, der Temple University und am New England Conservatory of Music. Derzeit ist er Professor für Jazzposaune an der Universität für Musik und darstellende Kunst in Graz.

## Preise und Auszeichnungen
Mit dem Vanguard Jazz Orchestra erhielt Bonilla 2009 einen Grammy ebenso wie mit dem Afro Latin Jazz Orchestra von Arturo O’Farrill. 2010 und 2011 gewann er den Kritiker-Poll von Down Beat in der Kategorie Rising Star für Posaune.

## Diskographie
- Pasos Gigantes, Candid Records 1998
- Escucha!, Candid Records 2000
- Terminal Clarity 2007
- I Talking Now 2009
- Twilight 2010